# Achaeops esperanza
Achaeops esperanza är en fjärilsart som beskrevs av William Schaus 1911. Achaeops esperanza ingår i släktet Achaeops och familjen nattflyn. Inga underarter finns listade i Catalogue of Life.